# Jordan Loveridge
Jordan De Vaughn Loveridge (West Jordan, 26 novembre 1993) è un cestista statunitense, professionista in Europa.

## Carriera
Dopo i quattro anni di college alla University of Utah, giocati a 12,2 punti di media complessivamente, firma il 12 agosto 2016 in Ungheria con l'Egis Körmend, con cui esordisce anche in FIBA Eurocup (11,7 punti di media, con il 44,6% da tre). Dopo aver mantenuto una media di 10,5 punti in campionato, il 24 febbraio 2017, si libera dagli ungheresi per firmare in Svizzera per il resto della stagione con il BBC Lausanne, con cui alza le proprie medie fino a 16,4 punti e 8 rimbalzi. Nella stagione successiva sbarca nella massima serie tedesca, trovando un accordo con il BG 74 Göttingen inizialmente della durata di due mesi, poi esteso fino alla fine della stagione. Il 3 agosto 2018 firma per la stagione successiva, in Polonia, con il Krosno. Per la stagione 2019-2020 si sposta in Austria dove gioca per gli Swans Gmunden.

## Palmarès
- CIBACOPA: 1

Astros de Jalisco: 2023